# 닛산 맥시마
닛산 맥시마(Nissan Maxima)는 닛산의 준대형 세단이다. 대한민국에서의 경쟁 차종으로는 현대 그랜저, 현대 아슬란, 기아 K7, 쉐보레 임팔라 르노삼성 SM7, 토요타 아발론, 포드 토러스 등이 있다. 알티마와 플랫폼을 공용하며, 현재 미국 테네시주 스머나 현지 공장에서 생산된다.

### 1세대 (1980년-1984년)

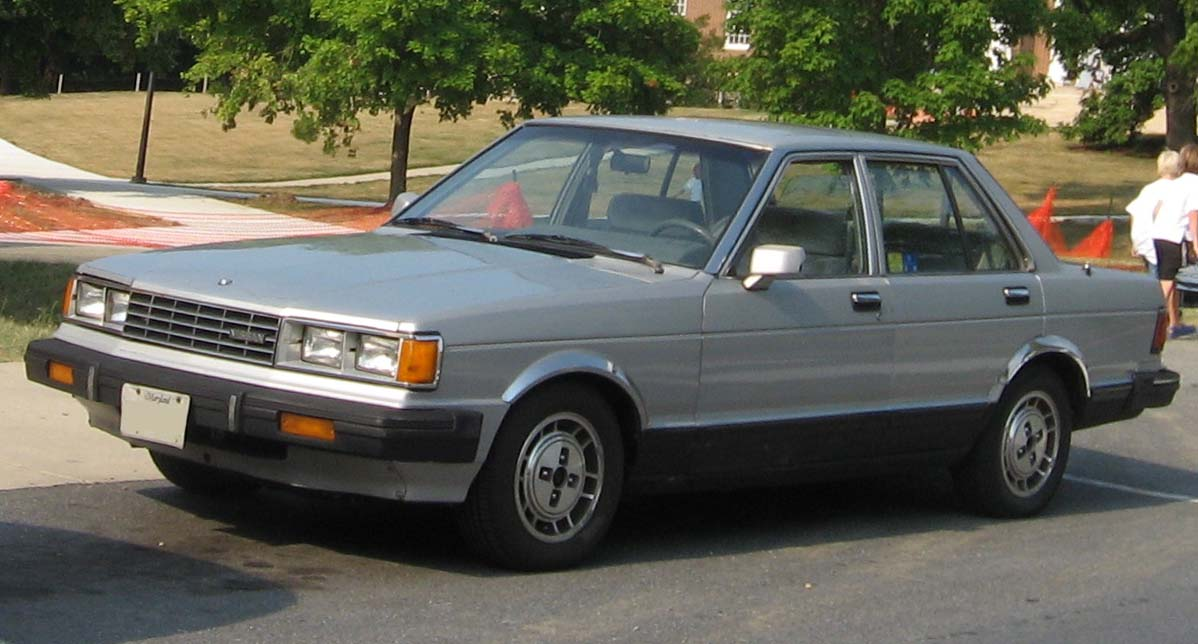
닛산 맥시마 정측면

1981년에 6세대 블루버드(910)를 베이스로 해서 미국에 판매하였다. 3단 자동변속기와 5단 수동변속기가 적용되었고, 후륜구동 방식이었다.

### 2세대 (1984년-1988년)

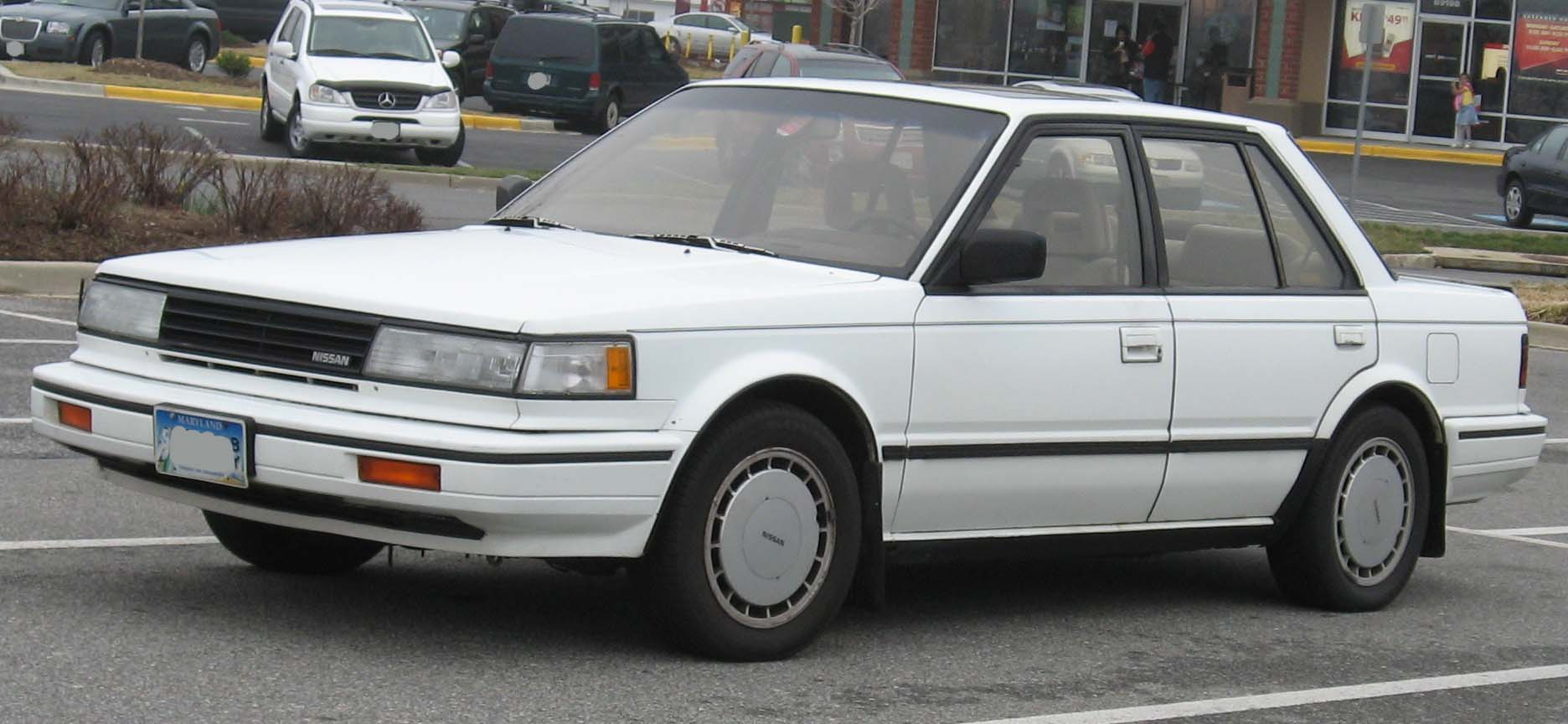
닛산 맥시마 정측면

1984년에 출시되었고, 일본에서는 블루버드 맥시마로 출시되었다. 전륜구동으로 변경되었고, 3단 자동변속기 대신 4단 자동변속기가 적용되었다. 1987년에는 스테이션 왜건이 출시되었다.

### 3세대 J30 (1988년-1994년)

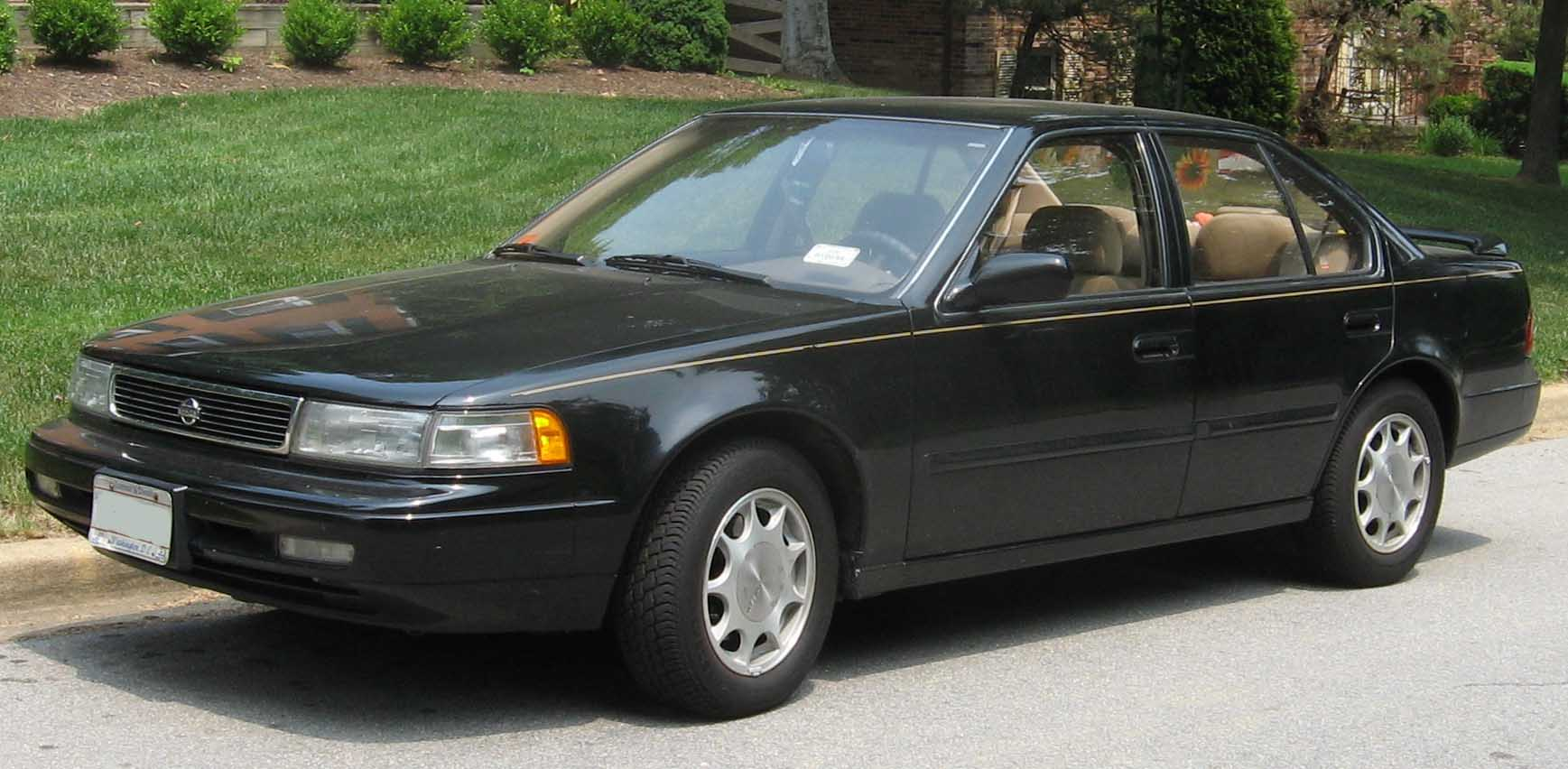
닛산 맥시마(후기형) 정측면

1988년에 출시되었다. 이 때부터 독립적인 모델로 나왔고, 큰 차체에 의한 넓은 실내 등을 통해 쾌적성을 추구한 패밀리카를 표방했다. 닛산 자동차에서 ABS를 최초로 적용한 차종이기도 하며, 일본 시장에서 처음이자 유일하게 맥시마라는 명칭으로 판매된 모델이다.

### 4세대 A32 (1994년-1999년)

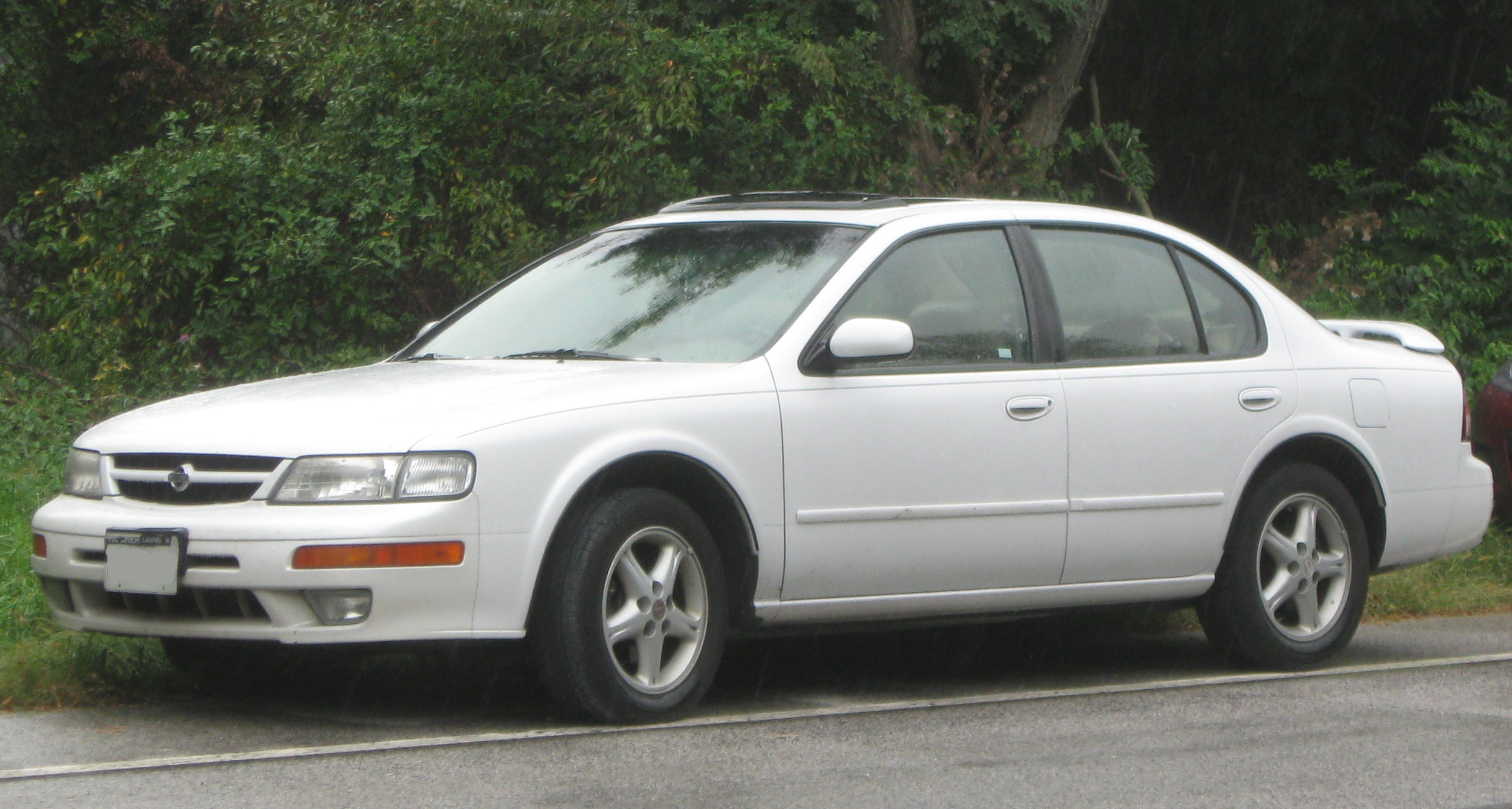
닛산 맥시마 정측면

1994년 3월에 출시되었다. 엔진은 V6 3.0L VQ30DE이 탑재되었고, 1995년 1월에 미국의 모터 트렌드가 선정한 임포트 카 오브 더 이어를 수상하였다. 북미 시장에서는 닛산 자동차의 고급 브랜드인 인피니티 I로 판매되었다. 일본에서는 세피로로 판매되었고, 유럽 시장에서는 맥시마 QX라는 명칭으로 판매되었다. 1998년에 출시된 르노삼성 SM5의 베이스 차종으로도 잘 알려져 있다.

### 5세대 A33 (1999년-2003년)

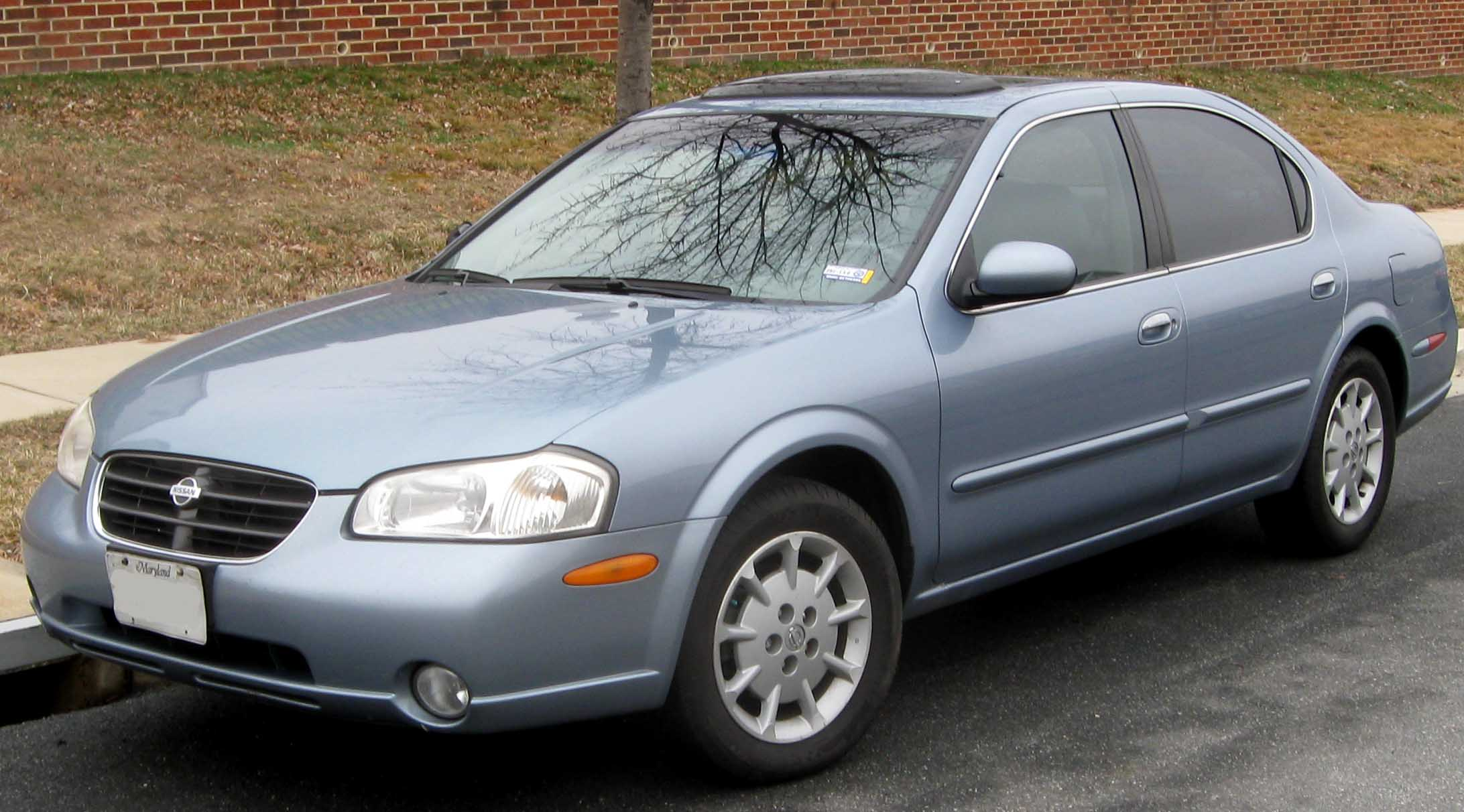
닛산 맥시마 정측면

2000년에 출시되었다. 4단 자동변속기와 5단 수동변속기 외에 6단 수동변속기도 적용되었다. 2002년에는 페이스 리프트를 거쳐 엔진이 V6 3.0L VQ30DE에서 V6 3.5L VQ35DE로 변경되었고, HID 로우빔 헤드 램프가 적용되었다. 북미 시장에서는 닛산 자동차의 고급 브랜드인 인피니티 I로 판매되었다. 일본에서는 전 세대처럼 세피로로 판매되었다.

### 6세대 A34 (2003년-2008년)

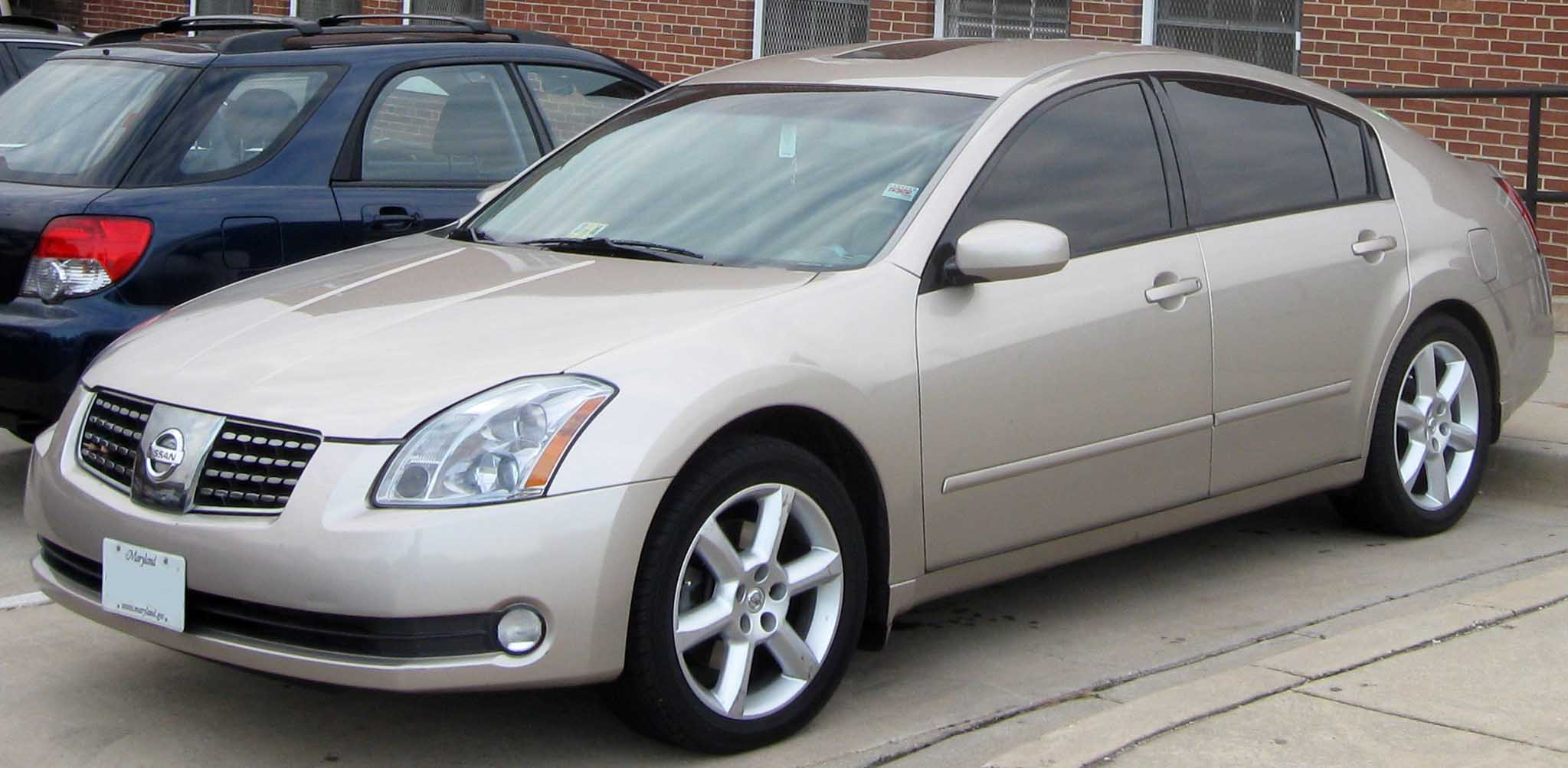
닛산 맥시마 정측면

2003년에 출시되었다. 북아메리카 전용차로 탈바꿈했고, 엔진은 V6 3.5L VQ35DE가 적용되었다. 2007년에는 페이스 리프트를 거쳐서 라디에이터 그릴과 헤드 램프의 디자인의 변경되었고, 5단 수동변속기와 6단 수동변속기는 더 이상 적용되지 않았다. 이 때부터 미국 테네시주 스머나 현지 공장에서 생산되기 시작하였다.

### 7세대 A35 (2008년-2014년)

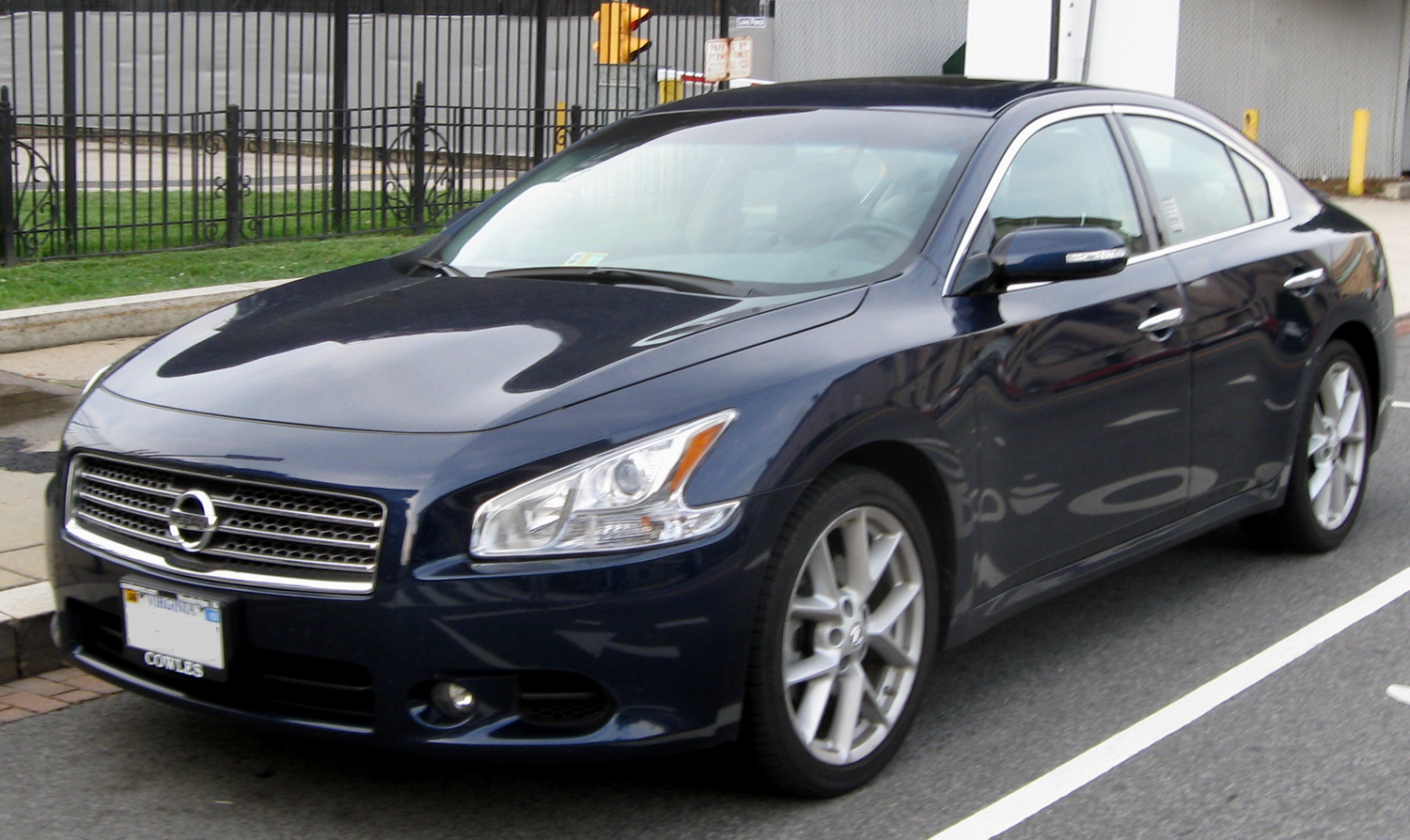
닛산 맥시마 정측면

2008년에 출시되었다. 핸들링의 향상을 도모하기 위해 전고는 낮고, 전폭은 넓고, 전장은 짧아졌다. 티아나(J32)와 같은 플랫폼이 적용되었다.

### 8세대 A36 (2015년~2023년)

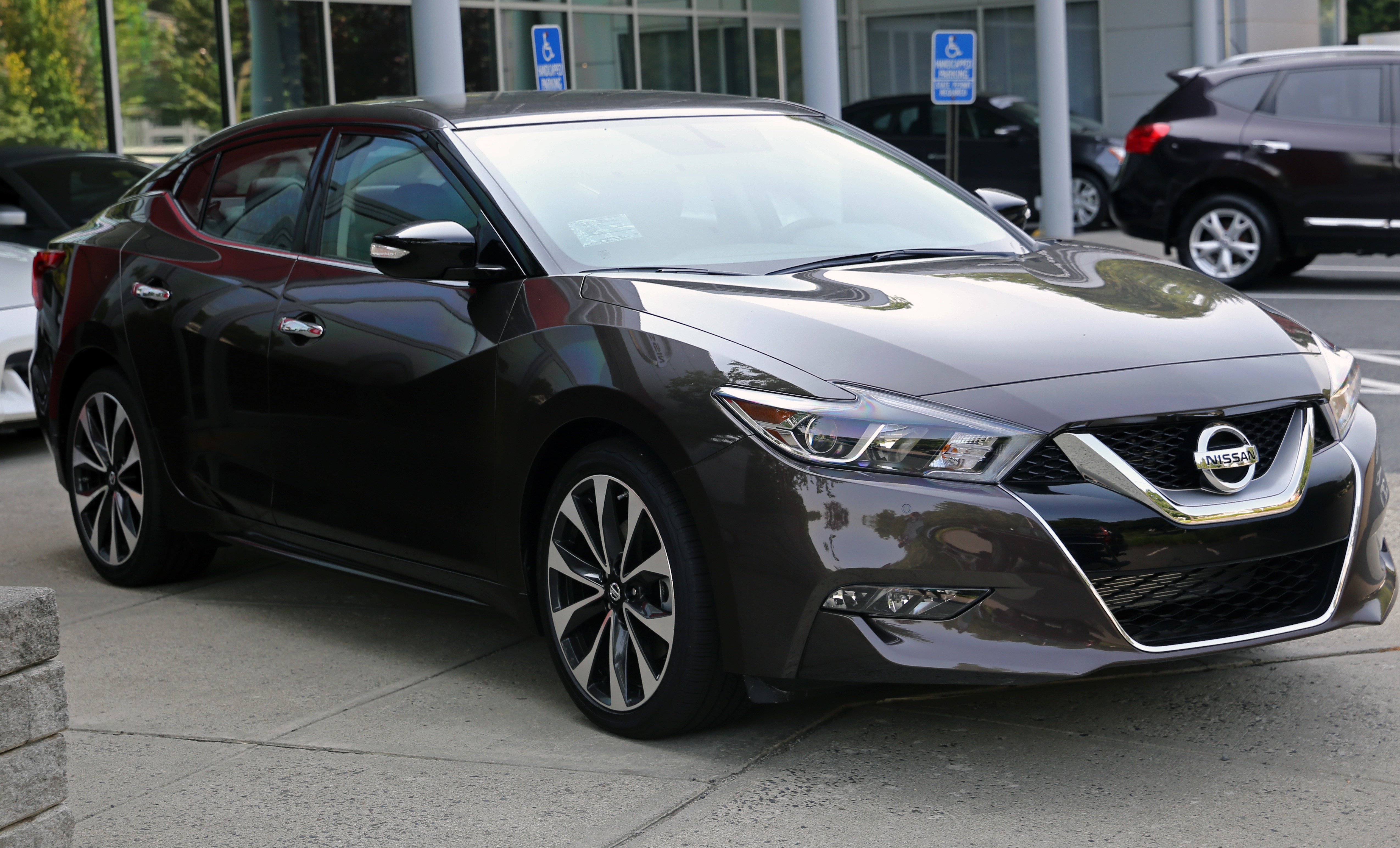
닛산 맥시마 정측면

날카로운 모서리 처리와 독특한 C 필러가 가미된 디자인에 닛산 특유의 V 모션 라디에이터 그릴과 부메랑 모양의 헤드 램프가 적용되었다. 다이아몬드 퀼팅 디자인의 저중력 시트가 적용되어 편안함을 도모하였다. 주행 시 소음은 억제하고, 엔진 특유의 경쾌한 사운드는 살려주는 액티브 노이즈 캔슬레이션 및 액티브 사운드 인핸스먼트가 적용되었다. 2015년 10월 1일부터 아시아 최초로 대한민국에도 판매가 시작되었으나, 2020년 닛산이 대한민국 시장 철수를 결정하면서 판매가 종료되었다. 중국에서도 현지 생산하는 방식으로 판매를 개시하였으나, 2019년 이후에는 단종되었다. 그 이후 2023년 북미에서도 단종되었다,